# 10389 Robmanning
10389 Robmanning este un asteroid din centura principală de asteroizi.

## Descriere
10389 Robmanning este un asteroid din centura principală de asteroizi. A fost descoperit pe 1 iunie 1997 la Haleakala în cadrul programului NEAT. Asteroidul prezintă o orbită caracterizată de o semiaxă mare de 2,26 ua, o excentricitate de 0,20 și o înclinație de 4,9° în raport cu ecliptica.